# Pycnopodia helianthoides
Genre
Espèce
Synonymes
- Pycnopodia vulgaris Verrill, 1866

Statut de conservation UICN

 CR A4cde : 
En danger critique
Le Soleil de mer ou Étoile de mer tournesol (Pycnopodia helianthoides) est une étoile de mer de la famille des Pycnopodiidae, seule représentante du genre Pycnopodia. Elle est considérée comme une des plus grandes espèces d'étoiles de mer.

## Description
Le soleil de mer est une très grosse étoile de mer aux couleurs variables suivant les régions, allant du rouge au violet profond en passant par diverses teintes de gris, de rose, de bleu, d'orange et de marron ; ces couleurs semblent suivre parfois des variantes géographiques.
Elle atteint en moyenne de 50 à 90 cm de diamètre, avec un diamètre maximal enregistré de plus d'un mètre, ce qui en fait sans doute la plus grande espèce d'étoile de mer connue. Elle possède de 16 à 24 bras (cinq chez les juvéniles, seize en moyenne chez l'adulte), rayonnant autour d'un large disque central aplati. Les papules respiratoires forment un duvet sur la face aborale, mouchetée de points blancs. La face orale est presque entièrement recouvertes de podia (pieds ambulacraires équipés de ventouses) blancs, longs, robustes et charnus ; elles en ont plus de 15 000, et ils lui servent autant à se déplacer qu'à saisir et ouvrir ses proies.

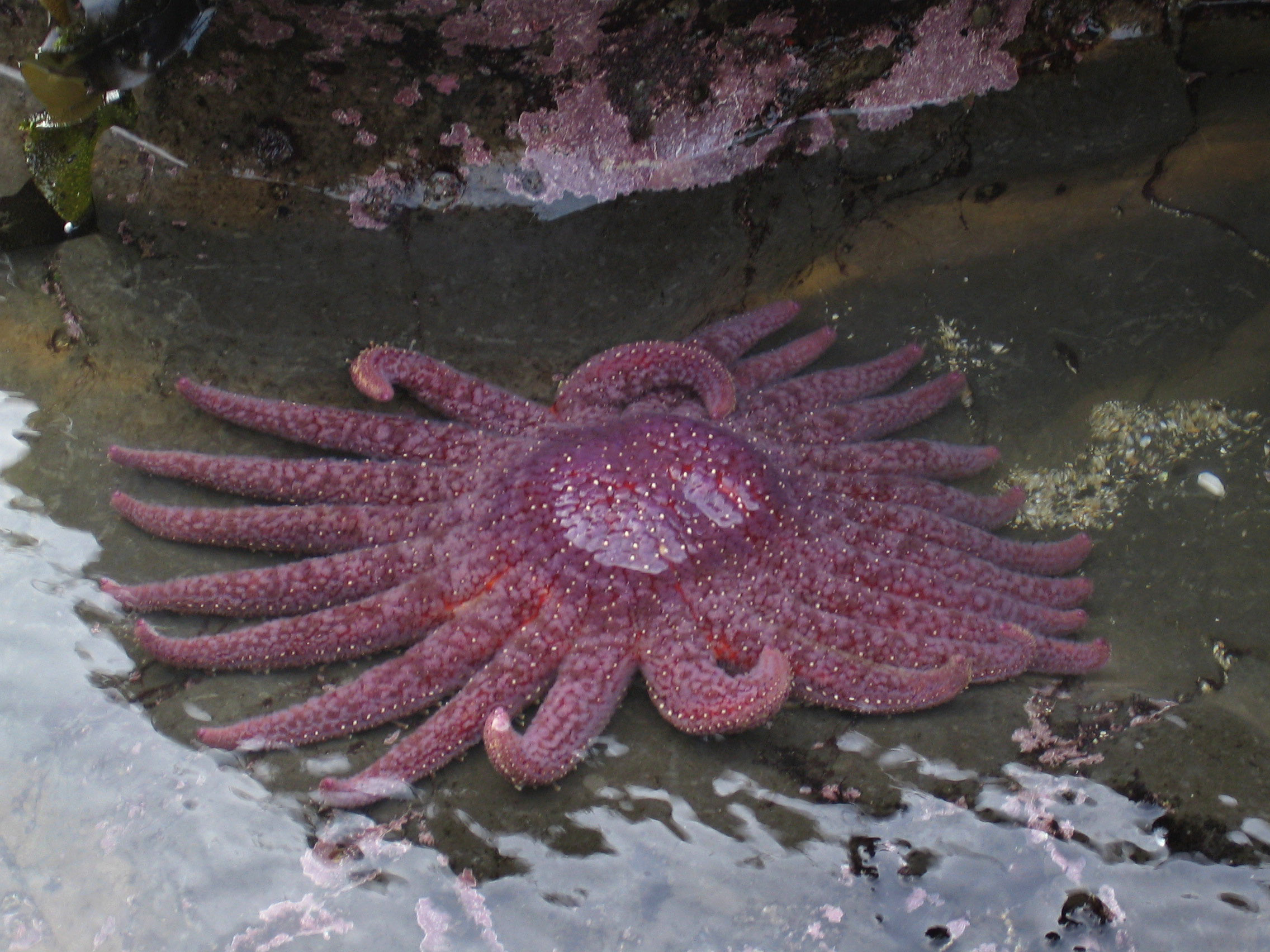
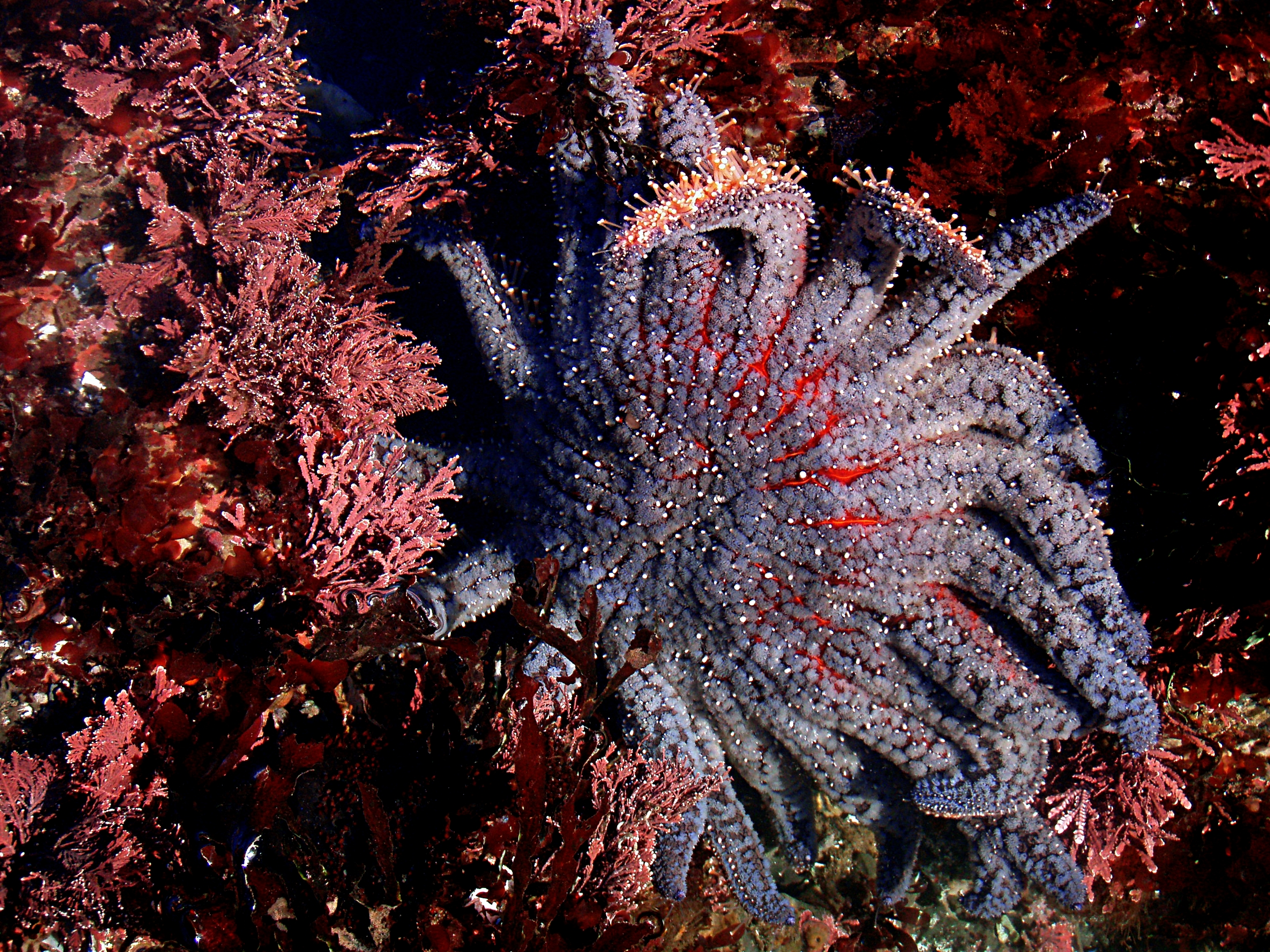
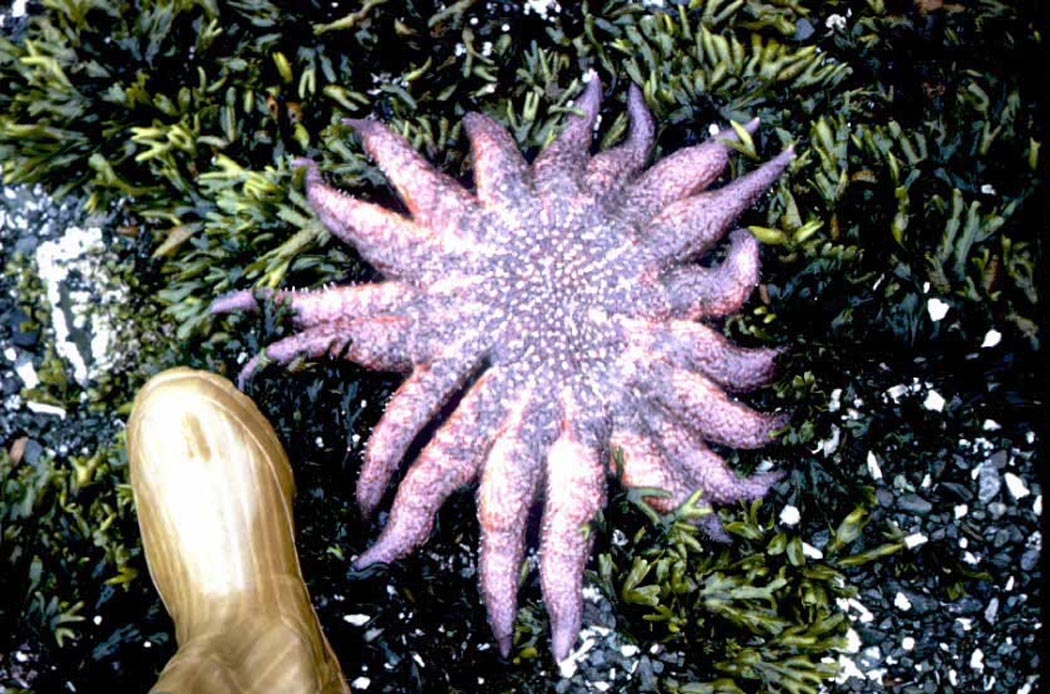
Un petit spécimen échoué.
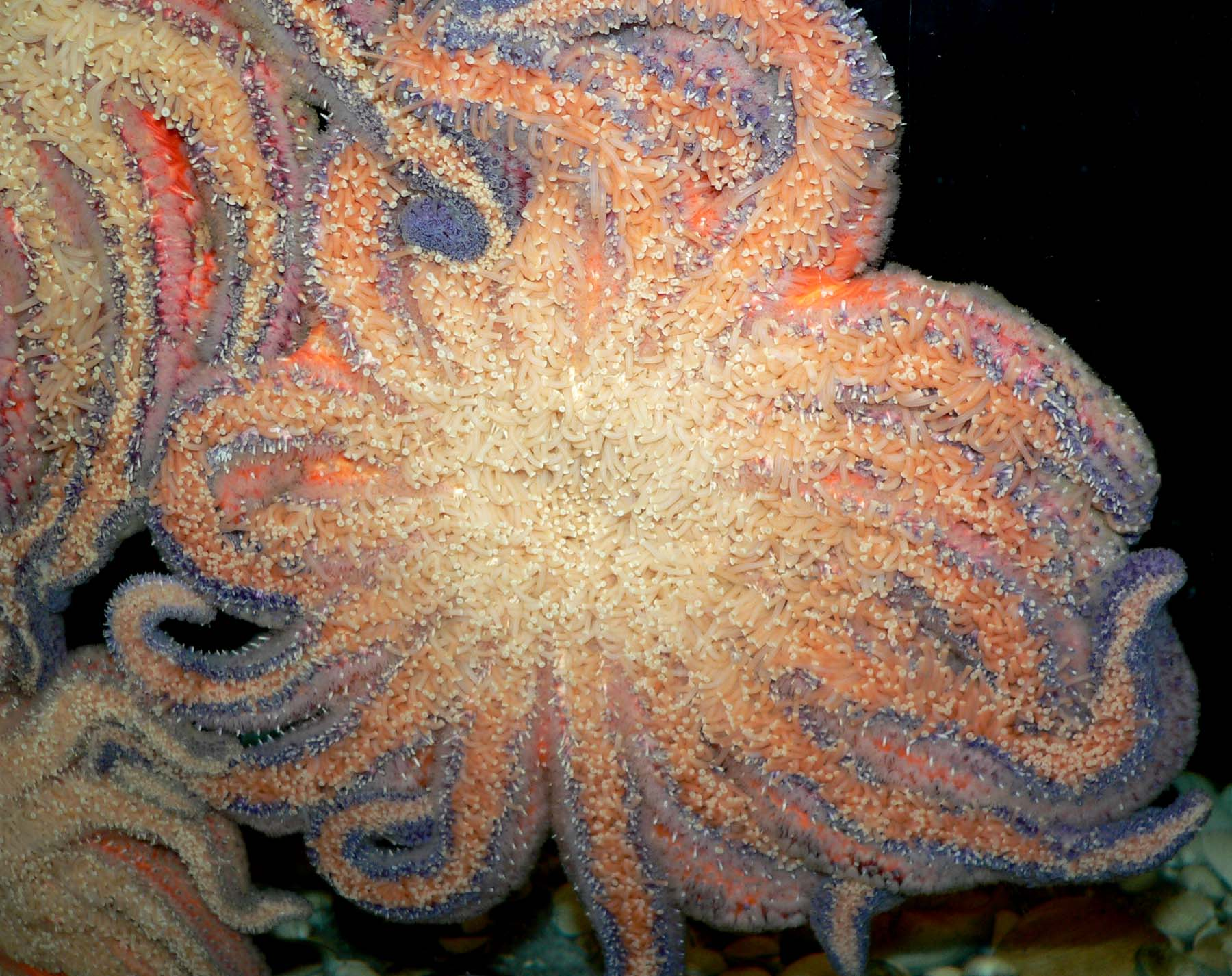
Face orale, où l'on voit bien les podia.

## Répartition et habitat
On trouve cette étoile dans le Pacifique Nord-Est, du Mexique à l'Alaska. On la rencontre souvent à faibles profondeurs, dans la zone intertidale inférieure, notamment dans les herbiers d'algues. Mais elle peut aussi se retrouver à des profondeurs plus grandes, jusqu'à -435 m.

## Écologie et comportement
Cette étoile est un prédateur carnivore, qui se nourrit principalement d'oursins, mais aussi de mollusques, de concombres de mer et d'autres étoiles de mer, et adopte aussi à l'occasion un régime charognard. Elle peut ouvrir sa bouche très grand pour avaler une proie, mais est aussi capable de dévaginer son estomac pour digérer de manière externe une proie trop grosse.
Cette étoile est la proie de certains oiseaux marins (quand elle est jeune), mais aussi des crabes royaux, ainsi que de l'étoile carnassière Solaster dawsoni, dont la présence provoque chez le soleil de mer un comportement de panique.
Pour s'échapper, elle peut abandonner à un prédateur un bras, qui repoussera rapidement.
Il s'agit d'une espèce à sexes séparés également capable de reproduction fissipare. Les gamètes sont projetés en pleine eau à la fin du printemps, où les œufs puis les larves évolueront parmi le plancton pendant une dizaine de semaines avant de se poser sur le fond pour entamer la métamorphose. Les adultes peuvent vivre jusqu'à cinq ans.

## Menace et protection
Cette espèce a été la principale victime du syndrome du dépérissement de l'étoile de mer qui a décimé les populations d'étoiles de mer du Pacifique est depuis 2013,. En 2020, elle est la seule étoile de mer à intégrer la Liste rouge de l'UICN avec le statut d'espèce en danger critique d'extinction.